# Hamakabi Hatzaïr
Hamakabi Hatzaïr (המכבי הצעיר) est un mouvement de jeunesse sioniste et juif. Il naît en 1926 en Allemagne, et s'étend par la suite à d'autres pays. Hamakabi Hatzaïr adopte un cadre éducatif qui lui est propre, et qui forme les idées de nombreux jeunes juifs. Le premier congrès mondial de Hamakabi Hatzaïr se réunit à Tel-Aviv en 1936. Les membres du mouvement qui émigrent en Terre d'Israël sont à l'origine de la création de nombreux kibboutzim.
En 1941, Hamakabi Hatzaïr se fonde avec le mouvement de jeunesse Gordonia.
Il compte une cinquantaine de centres représentatifs dans le monde.